# 정승환 (2004년)
정승환(한국 한자: 鄭勝換), (2004년 1월 27일 ~)은 대한민국의 가수이자 아이에스티엔터테인먼트 소속이며 대한민국 보이 그룹 에이티비오의 메인댄서, 리드보컬을 맡고 있다.

## 학력
| 연도 | 학교                 | 학과     | 비고 |
| ---- | -------------------- | -------- | ---- |
|      | 대천중학교           |          | 졸업 |
|      | 분포고등학교         |          | 전학 |
|      | 한림연예예술고등학교 | 뮤지컬과 | 재학 |

## 텔레비전 프로그램

### 방송
| 연도            | 기간                             | 방송사 | 제목           | 역할   | 장르 | 비고      |
| 2017년 ~ 2018년 | 10월 29일 ~ 11월 14일 ~ 1월 26일 | JTBC   | 《디 오리 진》 | 참가자 | 예능 | 출연 데뷔 |